# Hobart Bay
Hobart Bay é uma Região censo-designada localizada no estado americano de Alasca, no Skagway-Hoonah-Angoon Census Area.

## Demografia
Segundo o censo americano de 2000, a sua população era de 3 habitantes.

## Geografia
De acordo com o United States Census Bureau, a localidade tem uma área de 336,2 km², dos quais 304,1 km² cobertos por terra e 32,1 km² cobertos por água.

## Localidades na vizinhança
O diagrama seguinte representa as localidades num raio de 80 km ao redor de Hobart Bay.